# Carlos Williams León
Carlos Williams León (Eten, 19 de agosto de 1924–Lima, 23 de agosto de 2004) fue un arquitecto, docente, investigador y arqueólogo peruano. Miembro del equipo que proyectó el Centro Cívico de Lima, uno de los edificios más icónicos de la ciudad. Trabajó como profesor en diversas universidades, incluyendo su alma mater la Universidad Nacional de Ingeniería, de donde fue decano de la Facultad de Arquitectura. Su interés en la historia y arqueología lo motivaron a producir textos referentes a diversos sitios arqueológicos del Antiguo Perú, cuyos resultados implicaron un aporte metodológico y empírico para la arqueología peruana.

## Biografía

### Familia
Carlos Williams León nació en Eten, Lambayeque en 1924. Hijo de Carlos Williams Ángeles y Rosa León Barandiarán. Se casó con Leonor León Herrera con quien tuvo una hija, Marta Williams León. Perteneció a una familia de intelectuales y políticos. Nieto de Augusto F. León Paredes (diputado por Lambayeque de 1901 a 1912 y vicepresidente de la Cámara de Diputados en 1908), así como de Margarita Barandiarán Niño Ladrón de Guevara. Fue sobrino del abogado y jurista José León Barandiarán y del escritor, médico y folclorista Augusto León Barandiarán.  Primo hermano del destacado filósofo y docente José León Herrera, Director del Centro de Estudios Orientales de la Pontificia Universidad Católica del Perú y miembro de la Academia Peruana de la Lengua, de Luis León Herrera, abogado, profesor universitario y escritor, además de profesor emérito de la Universidad Cayetano Heredia y del abogado, maestro, jurista y decano de Derecho de la Universidad de Lima José León Barandiarán Hart. La muerte lo sorprendió en Lima el 2004, cuando aún ejercía actividades como arquitecto y docente.

### Estudios
Cursó sus estudios en el colegio San José de Chiclayo y migró a Lima para estudiar en el Departamento de Arquitectura de la Escuela Nacional de Ingenieros (antiguo nombre de la actual Universidad Nacional de Ingeniería) donde ingresó en 1942. Desde temprano en la carrera mostró habilidad por el diseño, interés por la cultura y el patrimonio arqueológico, variables que marcarían toda su trayectoria profesional. Tras culminar sus estudios superiores en 1946, ingresó de lleno en el mundo de la arquitectura, formando parte de firmas cuyos proyectos lo vuelven ganador de numerosos premios y reconocimientos. Realizó sus estudios de maestría en urbanismo y planificación en el Instituto de Tecnología de Massachusetts (MIT), graduándose en el año 1953.

## Trayectoria profesional

### Actividad proyectual

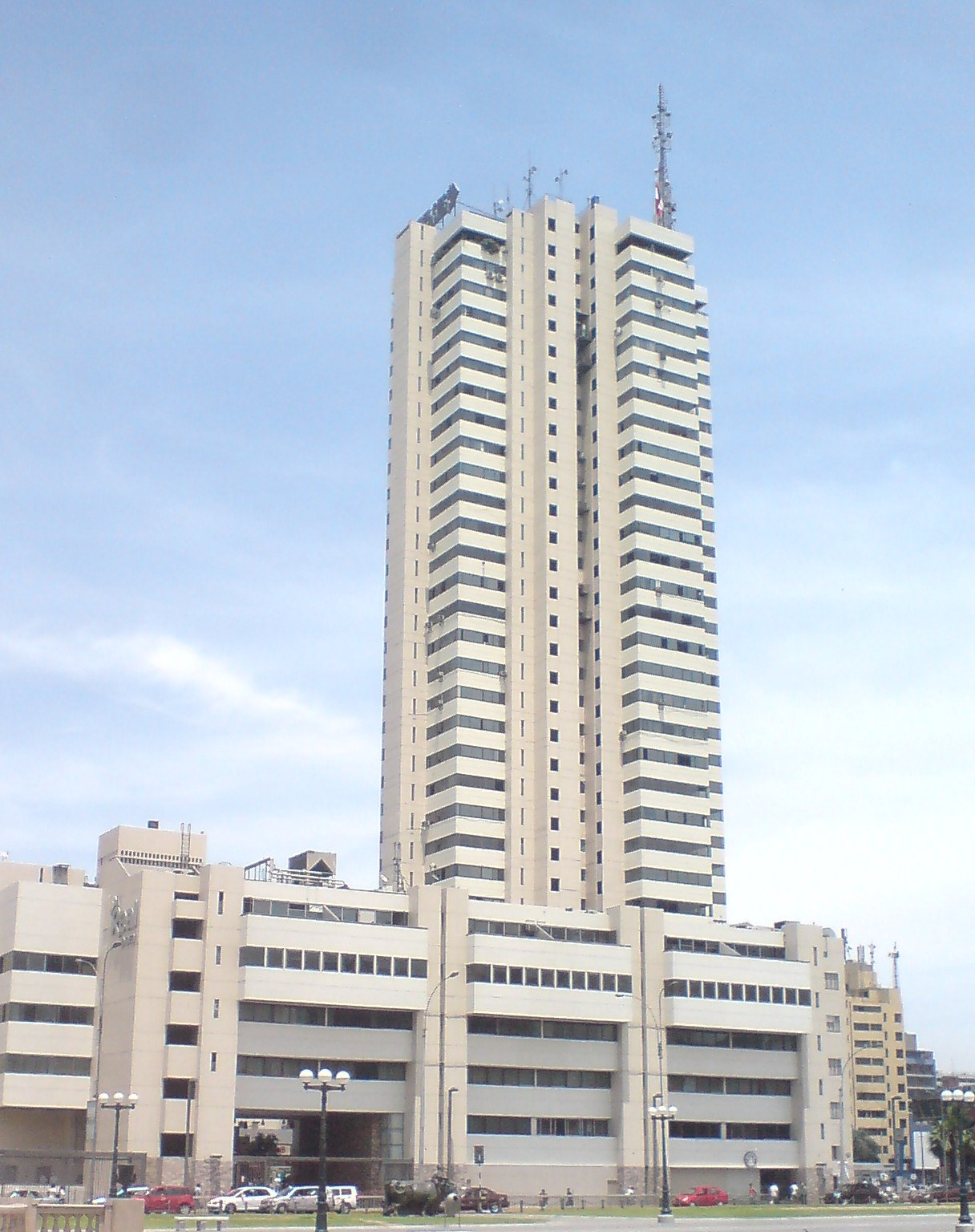
Williams formó parte del equipo de arquitectos que proyectaron el Centro Cívico de Lima, cuya torre de oficinas fue en su momento el edificio más alto del Perú.

La actividad de Carlos Williams en la arquitectura se caracterizó por su trabajo en equipo. En los comienzos de su vida profesional se asoció con Adolfo Córdova y juntos fundaron Córdova y Williams Arquitectos, firma que se encargó del diseño de inmuebles como el Club de Tiro Internacional en Arequipa, la Casa D’onofrio en San Isidro o las residenciales FAP de Chiclayo y Piura, inmuebles que los hacieron acreedores de los Premios Chavín y el Premio de la Sociedad de Arquitectos. Posteriormente, y durante casi 30 años, integró la consultoría Bustamante, Williams y Asociados, junto a Luis Bustamente Pérez Rosas. También llegó a trabajar con otros reconocidos arquitectos como Mario Bianco. José Polar y Oswado Nuñez. 
Entre las tantas obras en las que participó, destacan el Centro Cívico y Comercial De Lima debido a la carga simbólica y hasta política que fue adquiriendo a través de su construcción y por el importante papel que jugó en la renovación urbana del Centro Histórico de Lima. Este proyecto fue elaborado por un gran equipo de arquitectos integrados por Adolfo Córdova, Jacques Crousse, José García Bryce, Miguel Ángel Llona, Guillermo Málaga, Oswaldo Núñez, Simón Ortiz, Jorge Páez, Ricardo Pérez León y por el propio Carlos Williams. La obra, impulsada por el gobierno de Fernando Belaúnde Terry en 1966, solicitaba un plan general para las manzanas que rodeaban la antigua Penitenciaría de Lima, donde se desarrolle "un complejo para convenciones, un hotel y edificios de vivienda y de oficinas para renta del Seguro Social, entidad que financiaba las obras". El golpe de Estado de Juan Velasco Alvarado en 1968 detuvo el proyecto, en el cual solo se había concluido el complejo de convenciones y el edificio de oficinas. El proyecto fue posteriormente reanudado, aunque con otro grupo de arquitectos al mando y con algunos recortes pues un sector de la obra fue transferida a la ITT como pago de una deuda, sector donde posteriormente fue construido el Hotel Sheraton. Cabe mencionar que, después del incendio ocurrido tras una revuelta popular conocida como el Limazo, este edificio fue abandonado por mucho tiempo, hasta que hace unos años atrás, fue convertido en un centro comercial. 
Además de este proyecto, Williams a lo largo de su vida llegó a diseñar edificios varios, desde los institucionales, conjuntos de vivienda, centros universitarios, residencias particulares, hasta urbanizaciones y demás obras destacables que en gran parte desarrolló gracias a concursos públicos y privados.
Durante los años que residió en Estados Unidos, además de estudiar, trabajó para la OEA como experto en Planeamiento y Vivienda. entre sus experiencias en el extranjero también destacaron su asesoramiento a la Municipalidad de Asunción, Paraguay, en temas de planificación urbana.
Su actuación profesional lo hizo merecedor del Premio Bienal de Arquitectura Tecnoquímica (1957) por el diseño de la Escuela Naval; del Premio Chavín (1961) otorgado por INC, por el diseño de los edificios de la FAP en Piura y Chiclayo; y del primer Premio anual de arquitectura, otorgado un año después por el Colegio de Arquitectos, que en el año 2000 lo nombró miembro honorario.
Es imposible hablar de Carlos Williams sin mencionar a la Agrupación Espacio. Fue en la casa de una pariente de Williams (en la cual vivía mientras estudiaba en la Escuela Nacional de Ingenieros) donde este grupo se reunía, debatía y compartía ideas. Es ahí también donde se redactó su famoso manifiesto o expresión de los principios básicos que guiaban su organización. Su papel como fundador en esta institución que impulsó y difundió el discurso moderno en el Perú, lo posicionan como una de las cabezas del Movimiento Modernista en nuestro país.

### Actividad docente
En el plano de la docencia, su actividad también fue amplia. Durante 35 años fue profesor en la Facultad de Arquitectura, Urbanismo y Artes de la Universidad Nacional de Ingeniería, también fue docente en San Marcos, en la Universidad de Ciencias Aplicadas y profesor visitante en la Universidad Antenor Orrego de Trujillo. Además, fue elegido decano de la Facultad de Arquitectura de la UNI de 1970 a 1977.
Frente a toda esta variada actividad, no se debe olvidar sus importantes aportes en la arquitectura prehispánica, que le valieron su incorporación a la Academia Peruana de Historia un año antes de su muerte. Asimismo, dentro de esa línea de carrera, fue nombrado miembro del Patronato de la Arqueología y la Comisión Técnica Calificadora del antiguo Instituto Nacional de Cultura.

### Actividad arqueológica

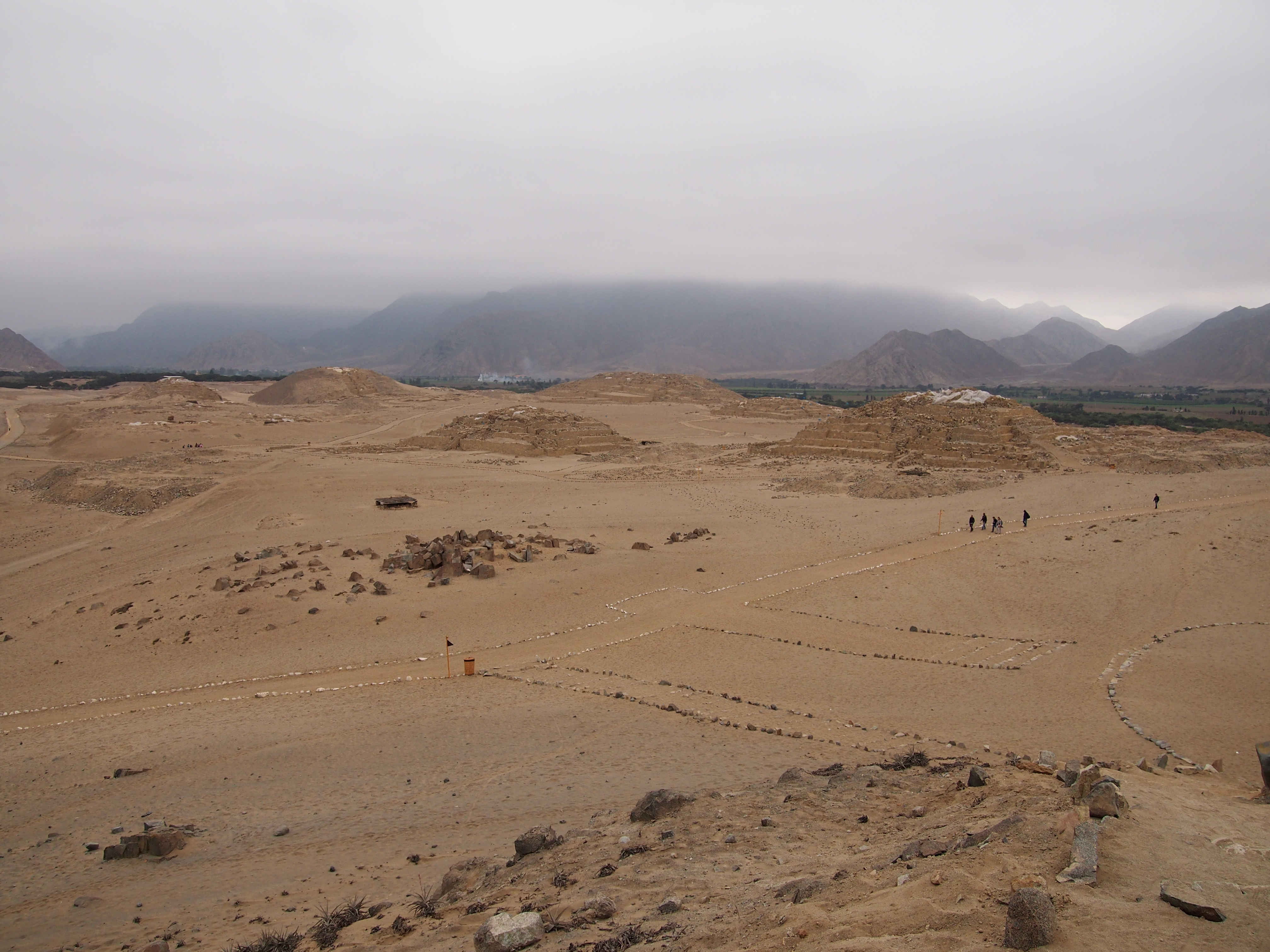
A mediados de los años setenta, Williams hizo un registro del complejo arqueológico Chupacigarro, que posteriormente se denominaría Caral.

Williams no limitó su vida profesional al plano proyectual, definido por Luis Guillermo Lumbreras como un arquitecto-arqueólogo, estuvo fuertemente asociado a la investigación del mundo precolombino. Durante su vida de estudiante universitario, el acercamiento de su generación al arte y elementos prehispánicos acentuaron su inicial gusto por el Antiguo Perú. Su primer dibujo arqueológico lo realizó cuando cursaba el segundo año de estudios superiores. El propio Williams consideraba que tuvo un interés por el antiguo Perú desde siempre, pues era chiclayano y por tanto siempre había estado cerca de huacos y huacas. Además, sin duda también influyó la labor de su padre en el Museo Brünning, del cual era director. Fue él quien durante los veranos de la infancia de Williams lo llevaba al trabajo y le asignaba tareas relacionadas al mantenimiento y limpieza de las cerámicas que este espacio poseía.
La peña Pancho Fierro, importante espacio cultural limeño donde se reunían distintos artistas e intelectuales del medio, también reforzó el interés de Williams por las culturas peruanas prehispánicas. Fue ahí cuando, entre los tantos personajes que frecuentaban esta famosa casa, conoció a la arqueóloga Rosa Fung, a quien consideró su maestra, pues lo ayudó a acercarse a la arqueología, recomendándole lecturas y lo guio en su trabajo de recopilación y análisis de datos. Fue con ella con quien participó en el Congreso de Americanistas, llevado a cabo en Lima en 1970. Presenta allí una ponencia titulada Exploraciones y excavaciones en el valle de Casma, hecho que lo vuelve reconocido dentro del medio académico arqueológico, destacando por su acercamiento a la arquitectura arqueológica desde un enfoque regional.
En 1975, Carlos Williams hizo un detallado registro de la mayoría de los sitios arqueológicos del valle de Supe, entre los cuales registró a Chupacigarro Grande (denominación con la que entonces se conocía al actual sitio arqueológico de Caral), a partir del cual hizo algunas observaciones sobre el desarrollo de la arquitectura en los Andes. Lo presentó primeramente en el artículo «Arquitectura y urbanismo en el Antiguo Perú», publicado en 1983 en el tomo VIII de la serie Historia del Perú de la editorial Juan Mejía Baca y después en el artículo «A Scheme for the Early Monumental Architecture of the Central Coast of Peru», escrito en 1985 en el libro Early Ceremonial Architecture in the Andes.
Es a partir de la década de los setenta cuando empezó a publicar sus trabajos en arqueología, textos donde se pueden encontrar interesantes afirmaciones que lo hacen destacar en el área de la arqueología andina, a pesar de no tener una formación profesional en ese campo. Por ejemplo, en Centros ceremoniales tempranos en los valles del Chillón, Rímac y Lurín (1971) señalaba que la construcción de centros ceremoniales era un patrón de cultura muy antiguo en los Andes Centrales y que parecía haberse iniciado antes de la difusión de la cerámica, abarcando los periodos anteriores y concurrentes con el horizonte temprano. En otro de sus textos, Esquema para la arquitectura monumental temprana de la costa central del Perú (1985) indicaba que "las composiciones arquitectónicas, cuando son vistas como estructuras formales, nos permiten reconocer la difusión y la transferencia de ideas, y contribuir a la comprensión de la historia cultural andina”, tal idea le permitió señalar que la costa central del Perú era un área cultural integrada, con rasgos culturales comunes y una secuencia evolutiva compartida. Estas, como otras propuestas expresadas en sus libros, demuestran la comodidad en la que se desenvolvía en esta rama de estudios, y que su faceta como arqueólogo es un aspecto de su trayectoria que no debe dejarse de lado.

## Obras selectas
- Club de Tiro Internacional – Club Revólver, con Adolfo Córdova y  José Polar. Yanahuara, Arequipa. (1946)
- Casa D’onofrio, con Mario Blanco y Adolfo Córdova. San Isidro, Lima. (1949).
- Edificio Naval del Perú, (edificio de oficiales, edificio de personal subalterno, aulas, laboratorios y auditorio). La Punta, Callao. (1958-1962).
- Residencial Fap Chiclayo, con Adolfo Córdova. Chiclayo, Lambayeque. (1958).
- Residencial Fap Piura, con Adolfo Córdova. Piura. (1959).
- Iglesia San Francisco De Chucchi, con Adolfo Córdova. Huancayo, Junín. (1961).
- Casa Matos, con Adolfo Córdova. San Isidro, Lima. (1962).
- Convento De Chucchi, con Adolfo Córdova y Oswaldo Núñez. Huancayo, Junín. (1962-1963).
- Casa Previ 11, con Luis Miró Quesada y Oswaldo Núñez. Los Olivos, Lima. (1966-1978).
- Centro Cívico y Comercial De Lima, con Adolfo Córdova, Jacques Crousse, José García Bryce, Miguel Ángel Llona, Guillermo Málaga, Oswaldo Núñez, Simón Ortiz, Jorge Páez y Ricardo Pérez León. Cercado De Lima, Lima. (1966-1970)
- Conjunto Habitacional Nicolás De Piérola, con Adolfo Córdova y Oswaldo Núñez. Arequipa. (1966-1967).
- Unidad Vecinal Piura, con Adolfo Córdova. Piura.
- Unidad Vecinal Tacna, con Adolfo Córdova. Tacna.
- Conjunto Habitacional Torres de San Borja, Supermanzanas G y C, con Virginia Marzal. San Borja, Lima. (1980-1981)
- Conjunto Habitacional Julio C. Tello, con Adolfo Córdova y Oswaldo Núñez. San Miguel, Lima. (1983)

## Publicaciones
- Centros ceremoniales tempranos en los valles de Chillón, Rímac y Lurín (1971).
- La difusión de los pozos ceremoniales en la costa peruana (1972).
- Catastro arqueológico, en los valles de Supe, Mala, Cañete e Ica (1974-79).
- Exploraciones y excavaciones en el Valle de Sechín, Casma (1977).
- Complejos de pirámides con planta en U: patrón arquitectónico de la costa central (1978-1980).
- Esquema para la arquitectura monumental temprana de la costa central del Perú (1985).
- El urbanismo de Chan Chan (1986-87).
- Sukankas y Ceques: la medición del tiempo en el Tawantinsuyo (1992).
- Arquitectura y Urbanismo en el antiguo Perú: 7000 años de historia (1994).
- Urbanismo, arquitectura y construcción en los Waris: un ensayo explicativo (2001).

## Distinciones
- Premio Bienal de Arquitectura Tecnoquímica (1957), en reconocimiento al diseño de la Escuela Naval.
- Premio Sociedad De Arquitectos (1959), por la Residencial FAP Piura.
- Premio Chavín (1961), por los edificios FAP de Chiclayo y Piura. Fue otorgado por el antiguo Instituto Nacional de Cultura.
- Premio Anual de Arquitectura (1962), otorgado por el Colegio de Arquitectos.
- Premio Concurso Previ, por la construcción de la Casa Previ.
- Reconocido por la Municipalidad del Cuzco como Ciudadano Honorario (1989)
- Nombrado como Profesor Emérito de la Universidad Nacional de Ingeniería (1992)
- Profesor Honorario en la Universidad Federico Villarreal (1997)
- Miembro honorario del Colegio de Arquitectos (2000)
- Miembro de la Academia Peruana de Historia (2003)